# Melissano
Melissano ist eine südostitalienische Stadt in Apulien.

## Geografie
Die Gemeinde hat 6632 Einwohner (Stand 31. Dezember 2023). Sie liegt in der Provinz Lecce, etwa 43 Kilometer südsüdwestlich von Lecce im südlichen Salento. Die kürzeste Verbindung zum Mittelmeer (Golf von Tarent) beträgt 8 Kilometer in westlicher Richtung.

## Geschichte
Die älteste schriftliche Erwähnung der Ortschaft stammt von 1269. Melissano hatte bis zum Anfang des 19. Jahrhunderts weniger als 500 Einwohner. Dann begann eine kleine Blüte. Seit 2003 führt der Ort den Titel città (Stadt).

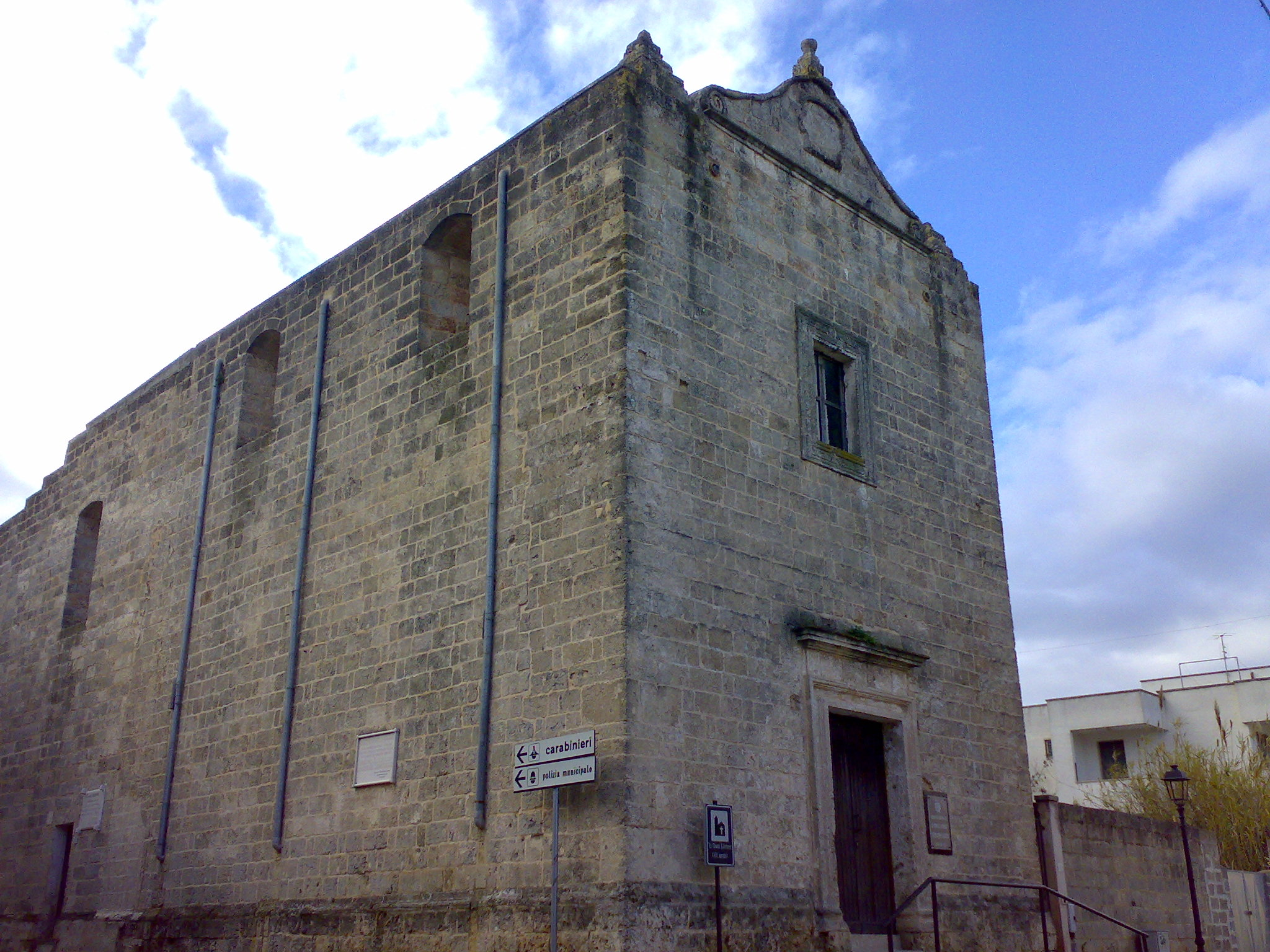
Chiesa di Sant’Antonio

## Verkehr
Durch die Gemeinde führt die Strada Statale 274 Salentina Meridionale von Gallipoli (Golf von Tarent) nach Santa Maria di Leuca (Ortsteil von Castrignano del Capo am Ionischen Meer).
Der Bahnhof von Melissano liegt an der Bahnstrecke Casarano–Gallipoli.

## Gemeindepartnerschaften
Melissano unterhält seit 2000 eine Partnerschaft mit der polnischen Gemeinde Ogrodzieniec in der Woiwodschaft Schlesien und eine inneritalienische Partnerschaft mit der Gemeinde Verghereto in der Provinz Forlì-Cesena.